# Helga Haase

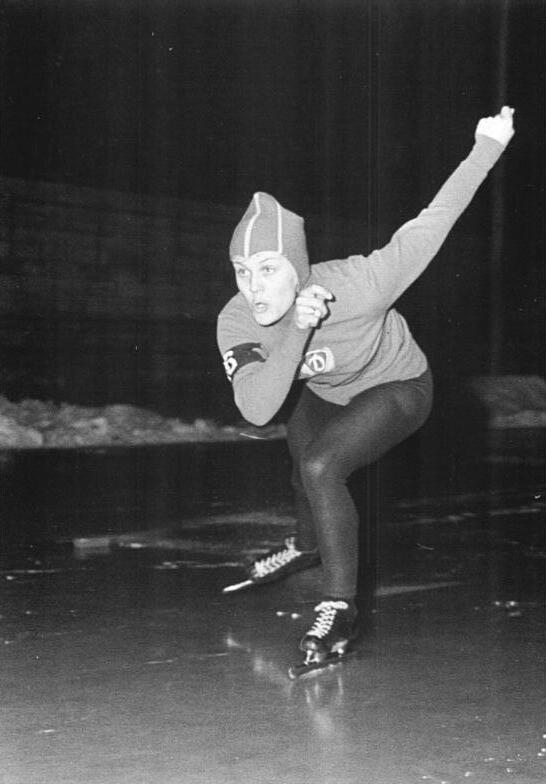
Helga Haase bij de Nationale kampioenschappen in Berlijn, februari 1967

Helga Haase, geboren als Helga Obschernitzki (Danzig-Schidlitz, 9 juni 1934 – Berlijn, 16 juni 1989), was een Duitse langebaanschaatsster.

## Loopbaan
Haase werd in 1952 lid van de SC Dynamo Berlin en ging werken voor de Volkspolizei. In 1955 kreeg zij een dochter en trouwde daarna met haar trainer, Helmut Haase. Ze nam tweemaal deel aan de Olympische Winterspelen als lid van het Duits eenheidsteam (in 1960 en 1964). Ze werd de eerste vrouwelijke olympisch schaatskampioen. In 1960 stond het langebaanschaatsen voor het eerst voor vrouwen op het programma bij de Winterspelen, die gehouden werden in Squaw Valley. De eerste afstand voor de vrouwen was de 500 meter, die een prooi werd voor de Oost-Duitse. Op de 1000 meter voegde ze er nog een zilveren medaille aan toe. Bij haar tweede deelname aan de Winterspelen (in 1964) was de vierde plaats op de 1000 meter haar beste resultaat.
Op het enige andere internationale schaatskampioenschap voor de vrouwen in die tijd, de Wereldkampioenschappen (allround), waar ze acht keer aan deel nam, vormde ze samen met Margit Grobe en Inge Görmer de eerste Oost-Duitse delegatie op het WK van 1956. Op het WK van 1962 behaalde ze een bronzen afstandsmedaille op de 500 en 1000 meter.

## Resultaten
| Jaar | Olympische Spelen         | WK Allround |
| ---- | ------------------------- | ----------- |
| 1956 |                           | 17e         |
| 1957 |                           | 13e         |
| 1958 |                           | 6e          |
| 1959 |                           | 8e          |
| 1960 | 500m · 1000m · 8e 1500m   |             |
| 1961 |                           | 6e          |
| 1962 |                           | 5e          |
| 1963 |                           | NC19        |
| 1964 | 8e 500m 4e 1000m 5e 1500m | 8e          |

NC19 = niet gekwalificeerd voor de laatste afstand, maar wel als 19e geklasseerd in de eindrangschikking

### Medaillespiegel
| Kampioenschap     | Goud · | Zilver · | Brons · |
| ----------------- | ------ | -------- | ------- |
| Olympische Spelen | 1      | 1        | 0       |

## Wereldrecords
| Nr. | Afstand      | Tijd    | Datum           | Baan  |
| --- | ------------ | ------- | --------------- | ----- |
| 1   | Minivierkamp | 202,834 | 20 januari 1960 | Davos |

1960: Helga Haase ·
1964: Lidia Skoblikova ·
1968: Ljoedmila Titova ·
1972: Anne Henning ·
1976: Sheila Young ·
1980: Karin Enke ·
1984: Christa Rothenburger ·
1988: Bonnie Blair ·
1992: Bonnie Blair ·
1994: Bonnie Blair ·
1998: Catriona Le May-Doan ·
2002: Catriona Le May-Doan ·
2006: Svetlana Zjoerova ·
2010: Lee Sang-hwa ·
2014: Lee Sang-hwa ·
2018: Nao Kodaira ·
2022: Erin Jackson
- Gemeinsame Normdatei: 118699776
- International Standard Name Identifier: 0000 0003 6824 3386
- Virtual International Authority File: 27865882